# Surveillant

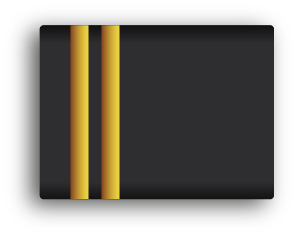
Het rangonderscheidingsteken van een surveillant

Surveillant is een rang bij de Nederlandse politie. In de praktijk wordt vaak gesproken van assistent politiemedewerker. De rang surveillant is gesplitst in de rang Surveillant A en Surveillant B. Het is de eerste rang en bevindt zich onder agent. Een surveillant is meestal werkzaam in de basispolitiezorg op een wijkteam. De taakstelling van een surveillant is over het algemeen beperkter dan de taakstelling van een agent.
In de meeste regio's zijn agenten van de vrijwillige politie inmiddels voorzien van de rang surveillant. Deze regel is sinds 2002 van kracht, agenten die voor die tijd als vrijwilliger werkzaam waren bekleden vaak nog een hogere rang.

## Surveillant van politie
Men spreekt van een "surveillant", volgens artikel 1 "Besluit rangen politie" krijgt de "surveillant" de toevoeging "van politie". In een proces-verbaal van de surveillant zal dan ook staan als verbalisant: "surveillant van politie". Dit is ook de officiële benoeming voor deze rang binnen de Nederlandse politie. Dit is de enige rang die deze toevoeging krijgt. Men kent volgens strafvordering geen agent of inspecteur "-van politie".

## Wapens
Hoewel geen verschil in opsporingsbevoegdheid bestaat tussen een surveillant en andere politierangen, draagt een surveillant doorgaans geen vuurwapen. Er zijn echter surveillanten die wel over een vuurwapen beschikken; deze werken bijvoorbeeld bij de parketpolitie. Ook de surveillanten die de beveiliging verzorgen van ambassades en regeringsgebouwen in Den Haag zijn uitgerust met vuurwapens.
Iedere surveillant is bevoegd tot het gebruik van pepperspray, wapenstok en handboeien en in Zeeland is de surveillant ook opgeleid voor de lange wapenstok en het vuurwapen. Het vuurwapen wordt voor de surveillant alleen gebruikt voor speciaal belaste taken, zoals: uitreiken van gerechtelijke schrijven, vervoer van arrestanten en het uitvoeren van arrestatiebevelen. In de regio Amsterdam beschikken de Surveillanten van de eenheid die het arrestantenvervoer verzorgen niet over een vuurwapen. Dit is in alle andere regio’s wel het geval.

## Parketpolitie van de eenheid* (*voormalige regiopolitie) en Team BB&V
De parketpolitie van sommige eenheden zijn eveneens bevoegd tot het gebruik van een vuurwapen. Ook heeft de parketpolitie de zogenaamde executiediensten. Met deze diensten is de parketpolitie bezig om veroordeelde personen op te sporen en naar de gevangenis of een Huis van Bewaring te brengen. Dit doen zij al dan niet met een machtiging tot binnentreden van de officier van justitie. De parketpolitie  int soms ook achterstallige verkeersboetes, de zogeheten Mulder-feiten. Dit is af te leiden uit het Wetboek Algemene Verkeershandhaving. De boetes die de parketpolitie int gaan vaak gepaard met een dwangmiddel. 
De parketpolitie is gespecialiseerd werk binnen de eenheden. Hoewel de naam parketpolitie doet vermoeden, heeft deze niets te maken met "het parket" (Officieren van Justitie en administratie) of met "de rechtbank". De parketpolitie valt onder de eenheid, maar zorgt wel voor de beveiliging op een rechtbank.
Echter, er is ook een "parketpolitie" die onder Justitie valt. Dit is het Team Beveiliging, Bewaking en Vervoer (BB&V). Dit team is te vinden in alle rechtbanken van Amsterdam en aanverwante gebouwen. Deze dienst heeft dezelfde taken, en op de Wet Mulder na, dezelfde bevoegdheden als de parketpolitie van de eenheid. Dit team is berust met BOA-domein 6 (Generieke Opsporing). Om de twee diensten uit elkaar te kunnen houden draagt de parketpolitie van de eenheid het herkenbare politie-uniform van de Nationale politie, en het Team BB&V het zelfde soort uniform alleen dan in de kleuren zwart/grijs met gele vlakken en met de opdruk “de Rechtspraak”. Ook voert dit team taken uit in burger.

## Medewerkers parketpolitie
De surveillanten die bij de parketpolitie werken hebben vaak een extra opleiding gekregen om het werk te kunnen uitvoeren. Dit maakt dat de surveillanten van de parketpolitie vaak breder geschoold zijn en meer gespecialiseerd werk doen dan de landelijke surveillant. Vaak krijgen de surveillanten van de parketpolitie een extra taak. Zo is bij het korps Gelderland-midden geregeld, dat zij tijdens evenementen en grootschalige optredens assisteren bij de werkzaamheden van een Agent. De medewerkers in Arnhem zijn tevens medewerker Aanhouding Eenheid en hebben hun eigen executie gebied.